# 汉娜·本尼松
汉娜·本尼松（瑞典語：Hanna Bennison，2002年10月16日—），瑞典女子足球运动员，2019年11月完成成年国家队首秀。她曾代表瑞典参加2020年夏季奥林匹克运动会足球比赛，获得一枚银牌。